# Rimacephalus pulvinar
Rimacephalus pulvinar is een platworm (Platyhelminthes). De worm is tweeslachtig. De soort leeft in of nabij zoet water.
Het geslacht Rimacephalus, waarin de platworm wordt geplaatst, wordt tot de familie Dendrocoelidae gerekend. De wetenschappelijke naam van de soort werd voor het eerst geldig gepubliceerd in 1872 door Grube.

## Synoniem
- Rimacephalus baikalensis Korotnev, 1910[1]
- Rimacephalus bistriatus Korotneff, 1901